# George Buehler
George Buehler é um ex-jogador profissional de futebol americano estadunidense

## Carreira
George Buehler foi campeão da temporada de 1976 da National Football League jogando pelo Oakland Raiders.